# En million
En million är en svensk film från 1911 i regi av Thor Christiernsson och Knut Husberg. Filmen var duons regidebut och kom även att bli den sista film som någon av dem regisserade.
Filmens förlaga var pjäsen Le million av Georges Berr och Marcel Guillemaud, vilken hade uruppförts 1913 på Théâtre du Palais-Royal i Paris. Pjäsen överfördes till filmmanus av Axel Engdahl och inspelningen ägde rum i Göteborg 1911. Filmen premiärvisades den 1 december 1911 på Folkteatern i Göteborg.
Handlingen i filmen är att en rock innehållandes en lottvinst på en miljon efterspanas.